# Oláh János (református lelkész)
Oláh János (Papkeszi (Veszprém megye), 1793. október 26. – Nagypécsely, 1867. szeptember 10.) református lelkész, író.

## Élete
Oláh Mihály papkeszi református lelkész és Szalai Katalin fia. Tanulmányait előbb Köveskálon, majd 1817-ben Pápán végezte. 1821-ig Szentgálon volt akadémiai rektor, azután néhány havi hajmáskéri segédlelkészi tevékenység után, 1822-ben rendes lelkészül választatott Szentantalfára. 1828-tól Rátóton, 1830-tól Litéren működött, majd 1842-ben Nagypécselyre hívták lelkésznek. 1845-ben egyházmegyei tanácsnokká, 1847-ben az egyházmegye aljegyzőjévé, az 1850-es években jegyzője választották, később az egyházmegye eperese lett.
Már fiatal korában munkatársa volt a Tudományos Gyűjteménynek; kiválólag a természettudományokat kedvelte (de ebbeli cikkei kéziratban maradtak). 1834-ben ebben a folyóiratban jelent meg Balatonmellyéki tudósítások barátságos levelekben című műve, mely az első ismert leírást tartalmazza Pécselyről. Papi hivatása mellett gyümölcsészettel is foglalkozott, ezirányú munkássága főleg a Balaton-felvidékre terjed ki.

## Munkái
- Egyházi köznapi imák. Veszprém, 1853. (Vámosi Pap István, Köznapi Imák 2. kiadása).
- Gyümölcsfa kertészet, vagy a gyümölcsfák tenyésztése-, nemesítése-, növelésének megóvásuk s orvoslásuknak, úgy a szőlőtövek mívelésének alapos előadása két hasznos függelékkel, a nép felfogásához alkalmazva, Christ, Vemy, Geiger és Petrich nyomán saját tapasztalataival bővítve. A szövegbe nyomott számos fametszvénynyel. Komárom, 1854. (Ism. P. Napló 1855. I. 30. sz,).